# Lac Désert
Lac Désert är en sjö i Kanada.   Den ligger i regionen Outaouais och provinsen Québec, i den sydöstra delen av landet, 140 km norr om huvudstaden Ottawa. Lac Désert ligger 224 meter över havet. Arean är 20,4 kvadratkilometer. Den sträcker sig 11,5 kilometer i nord-sydlig riktning, och 9,0 kilometer i öst-västlig riktning.
I omgivningarna runt Lac Désert växer i huvudsak blandskog. Trakten runt Lac Désert är nära nog obefolkad, med mindre än två invånare per kvadratkilometer.